# Rachel van Netten
Rachel van Netten (31 maart 2001) is een voetbalspeelster uit Nederland.
Ze speelde voor het Talententeam van vv Alkmaar, en vervolgens twee seizoenen voor VV Alkmaar in de Vrouwen Eredivisie.
Vanaf seizoen 2020/21 speelt ze voor Telstar.

## Statistieken
| Seizoen | Club            | Land      | Competitie | Wedstrijden | Doelpunten |
| ------- | --------------- | --------- | ---------- | ----------- | ---------- |
| 2018/19 | vv Alkmaar      | Nederland | Eredivisie | 1           | 0          |
| 2019/20 | vv Alkmaar      | Nederland | Eredivisie | 3           | 0          |
| 2020/21 | Telstar Vrouwen |           |            |             |            |
| Totaal  | Totaal          | Totaal    | Totaal     | 4           | 0          |

Laatste update: april 2021